# Gustav Stollberg (Politiker, 1866)
Gustav Stollberg (* 4. März 1866 in Burg; † 25. Februar 1928 in Magdeburg) war ein deutscher Politiker (SPD).

## Leben und Wirken
Stollberg wurde als Sohn eines Schuhmachermeisters geboren. Er besuchte von 1872 bis 1880 die Knaben-Bürgerschule in Burg. Von 1880 bis 1883 wurde er zum Tischler ausgebildet. In den Jahren 1886 bis 1888 gehörte er dem Infanterie-Regiment „Fürst Leopold von Anhalt-Dessau“ (1. Magdeburgisches) Nr. 26 des IV. Armeekorps, Provinz Sachsen, an. Als junger Mann trat er 1888 in die Sozialdemokratische Partei Deutschlands (SPD) ein. 1897 eröffnete er eine Tischlermeisterpraxis in Burg. 
Stollberg beteiligte sich an der Gründung der Baugenossenschaft Burg e.G.m.b.H. Im April 1919 wurde er in den Aufsichtsrat derselben gewählt. Von 1919 bis 1928 war er Stadtverordneter in Burg, zeitweise auch als Stadtverordnetenvorsteher. 
Von 1924 bis 1927 gehörte Stollberg dem Preußischen Landtag an. Im Dezember 1927 zog Stollberg im Nachrückverfahren für seinen verstorbenen Parteikollegen Hermann Silberschmidt in den Reichstag ein, dem er als Vertreter des Wahlkreises 10 (Magdeburg) bis zu seinem Tod im Februar 1928 angehörte.